# グリーンバレー (火星)

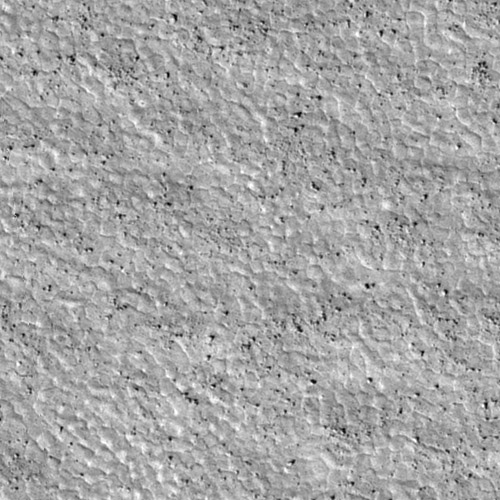
グリーンバレー地域の土地のパッチのHiRISE画像は、散在する小さな岩と多角形の破壊パターンを示す。

グリーンバレー（英語: Green Valley ）は、 NASAのフェニックス着陸船の着陸地点として選ばれたボレアリス荒野内の火星の地域。北緯68.35度、東経233度に位置している。谷の幅は約50キロメートルと広いが、深さはわずか250メートル位である。どちらかが満たされたか、それよりも深くなることはなく、谷の中央からは縁が見えない。

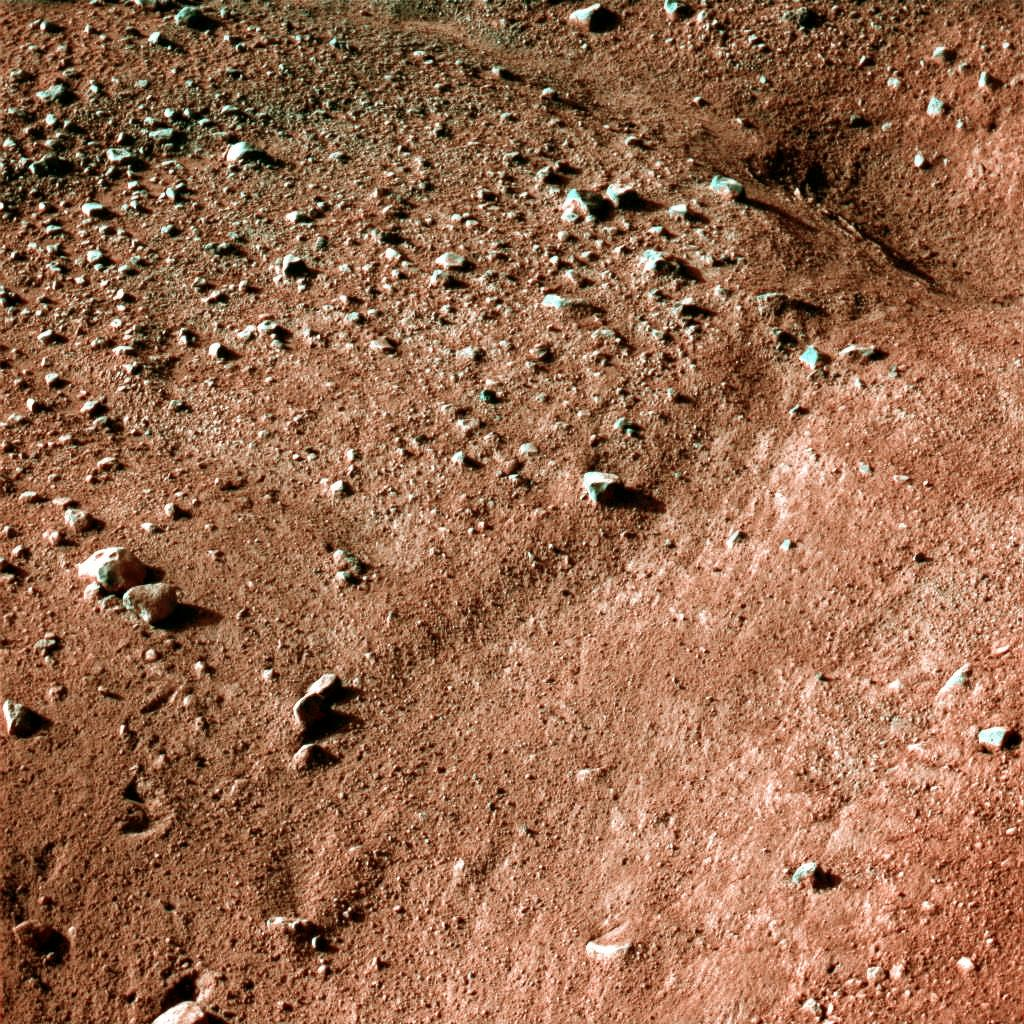
フェニックス着陸地点の多角形パターン

「グリーンバレー」という名前は、国際天文学連合によって公式に認められていない。これは、フェニックスの着陸地点として選択された決定プロセスに由来する。予想される着陸エリアは、危険度に基づいて色分けされ、赤が最も危険で、黄色から緑が最も安全である。グリーンバレーには、着陸時に着陸船をひっくり返す可能性のある大きな岩が比較的少ない。
グリーンバレー内の地面は、幅数メートル、高さ約10センチの多角形の特徴で覆われている。これは、熱収縮（氷楔多角形土）または風に吹かれた塵の影響（砂楔多角形土）のいずれかが原因であると考えられ、水氷は地表のすぐ下にあると考えられている。冬の期間、3フィートもの二酸化炭素氷が表面に現れると予想される。
フェニックスが着陸する直前に、マーズ・リコネッサンス・オービターはグリーンバレー地域で高さ1キロの塵旋風を撮影した。